# Markus Eggenhofer

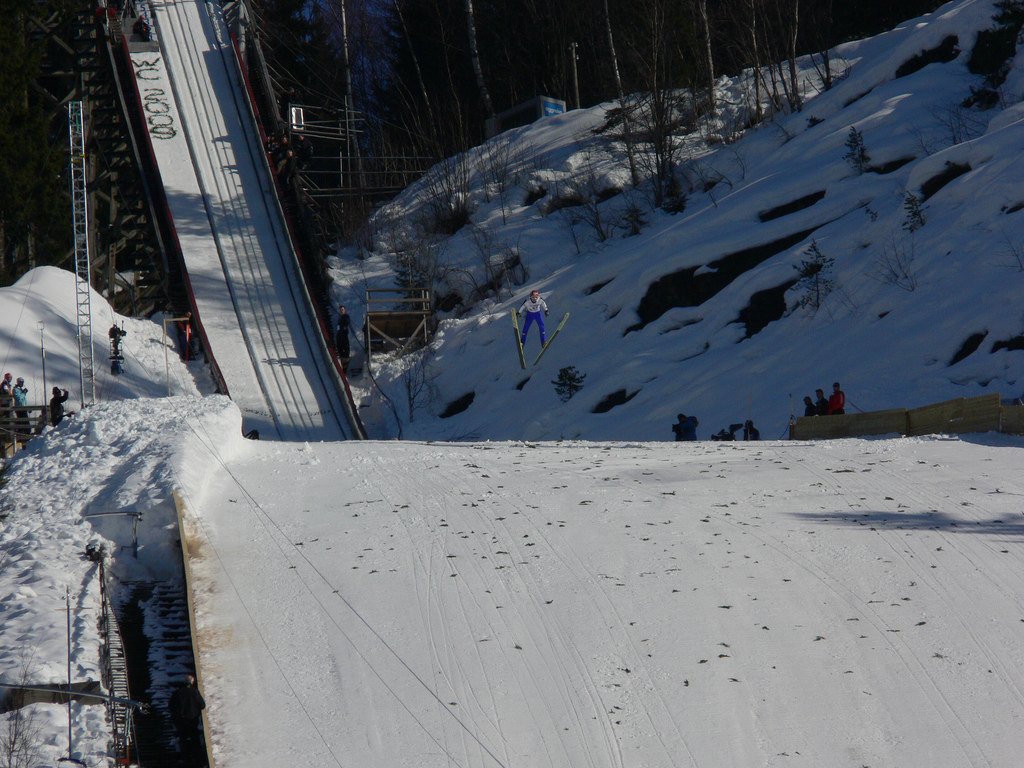
Markus Eggenhofer in gara a Vikersund nel 2009

Markus Eggenhofer (Radstadt, 11 dicembre 1987) è un ex saltatore con gli sci austriaco.

## Biografia
In Coppa del Mondo esordì il 29 dicembre 2008 a Kuusamo (25°) e ottenne l'unica vittoria, nonché primo podio, il 7 febbraio 2009 a Willingen. In carriera non partecipò né a rassegne olimpiche né iridate.

## Palmarès

### Coppa del Mondo
- Miglior piazzamento in classifica generale: 27º nel 2009
- 2 podi (entrambi a squadre):
  - 1 vittoria
  - 1 terzo posto

#### Coppa del Mondo - vittorie
| Data            | Località  | Nazione  | Trampolino                                                                  |
| --------------- | --------- | -------- | --------------------------------------------------------------------------- |
| 7 febbraio 2009 | Willingen | Germania | Mühlenkopf HS145 (con Thomas Morgenstern, Andreas Kofler e Wolfgang Loitzl) |

### Campionati austriaci
- 1 medaglia[1]:
  - 1 argento (NH nel 2009)